# Uria Simango
Uria Timoteo Simango (15 de març de 1926- després del 1977, probablement l'octubre de 1979) fou un pastor presbiterià i polític de Moçambic, un dels caps del Frelimo i després del COREMO.
Va participar en política i el 1962 va ser un dels fundadors del Frelimo del que fou vicepresident del 1962 al 1969. A la mort del president Eduardo Mondlane (23 de febrer de 1969) el va succeir, però les lluites internes pel poder el van obligar a l'abril a establir un triumvirat entre ell mateix i els marxistes Samora Machel i Marcelino dos Santos.
Al cap de poc temps finalment Simago fou expulsat (novembre) i l'abril de 1970 va marxar a Egipte, junt amb Paulo Gumane, un altre dissident que havia estat vicesecretari general, i es va unir al COREMO, considerat proxinès. El 1974, després de la revolució dels clavells, va tornar a Moçambic i va fundar el Partit de la Convenció Nacional amb la idea de participar en unes eleccions lliures enfront del Frelimo, amb el suport de Adelino Gwambe (un altre fundador del Frelimo), Paulo Gumane, el pare Mateus Gwengere i Joana Simeao.
El Frelimo va rebutjar celebrar eleccions i el govern d'esquerres de Portugal li va entregar el poder. La independència es va proclamar el 25 de juny de 1975 amb Machel com a president, Dos Santos com a vicepresident i Joaquim Chissano com a ministre d'Afers Exteriors. Arrestat (segurament a Malawi d'eon fou portat a Moçambic) junt amb els seus col·laboradors, el 12 de maig de 1975, va confessar públicament la seva suposada traïció. Ja no fou alliberat. La data de la seva execució és desconeguda, probablement entre 1977 i 1980.